# IC 2036
IC 2036 ist eine Balken-Spiralgalaxie vom Hubble-Typ SB(s)bc im Sternbild Horologium am Südsternhimmel. Sie ist schätzungsweise 273 Millionen Lichtjahre von der Milchstraße entfernt und hat einen Durchmesser von etwa 85.000 Lj.
Das Objekt wurde am 19. November 1897 von Lewis Swift entdeckt.